# Michael Caine
Sir Michael Caine, nato Maurice Joseph Micklewhite (Rotherhithe, 14 marzo 1933), è un attore britannico.
Apparso in oltre cento pellicole e attivo sul grande schermo dal 1956, è uno dei volti più noti del cinema britannico, grazie alla versatilità in ruoli da protagonista e da caratterista: tra le sue interpretazioni più note, quella nel ruolo della spia inglese Harry Palmer in Ipcress (1965), Funerale a Berlino (1966), Il cervello da un miliardo di dollari (1967), All'inseguimento della morte rossa (1995) e Intrigo a San Pietroburgo (1996), personaggio descritto come "agente segreto ombroso, silenzioso […] antitesi del coevo James Bond".
Raggiunge la notorietà internazionale negli anni sessanta con Alfie (1966) di Lewis Gilbert, e bissa il successo nel decennio successivo con pellicole quali Carter (1971), L'uomo che volle farsi re (1975) e Quell'ultimo ponte (1978). In età matura, dagli anni ottanta, ha ricevuto i principali riconoscimenti della carriera, mentre negli anni 2000 ha iniziato un sodalizio artistico col regista Christopher Nolan: ha infatti interpretato Alfred Pennyworth, il maggiordomo di Bruce Wayne/Batman nella trilogia del cavaliere oscuro, e ha recitato in The Prestige (2006), Inception (2010), Interstellar (2014), Dunkirk (2017; solo un cameo vocale) e in Tenet (2020). Ha annunciato il ritiro dalle scene nel 2023.
È stato insignito di due Oscar al miglior attore non protagonista, per i suoi ruoli in Hannah e le sue sorelle di Woody Allen e in Le regole della casa del sidro di Lasse Hallström; ha inoltre vinto un BAFTA Award e un Golden Globe per Rita, Rita, Rita ed è stato candidato altre quattro volte ai Premi Oscar, sempre nella categoria Miglior attore. Insieme a Jack Nicholson e a Paul Newman è uno dei soli attori nella storia a essere stati candidati ai premi Oscar per film prodotti in cinque decenni: negli anni sessanta, settanta, ottanta, novanta e duemila.
Nel 1992 Caine è stato insignito del titolo di Commendatore dell'Ordine dell'Impero Britannico dalla regina Elisabetta II come riconoscimento al suo contributo nella storia del cinema. Nel 2000 è stato nominato cavaliere.
Per il proprio nome d'arte si ispirò al titolo del film L'ammutinamento del Caine.

## Biografia

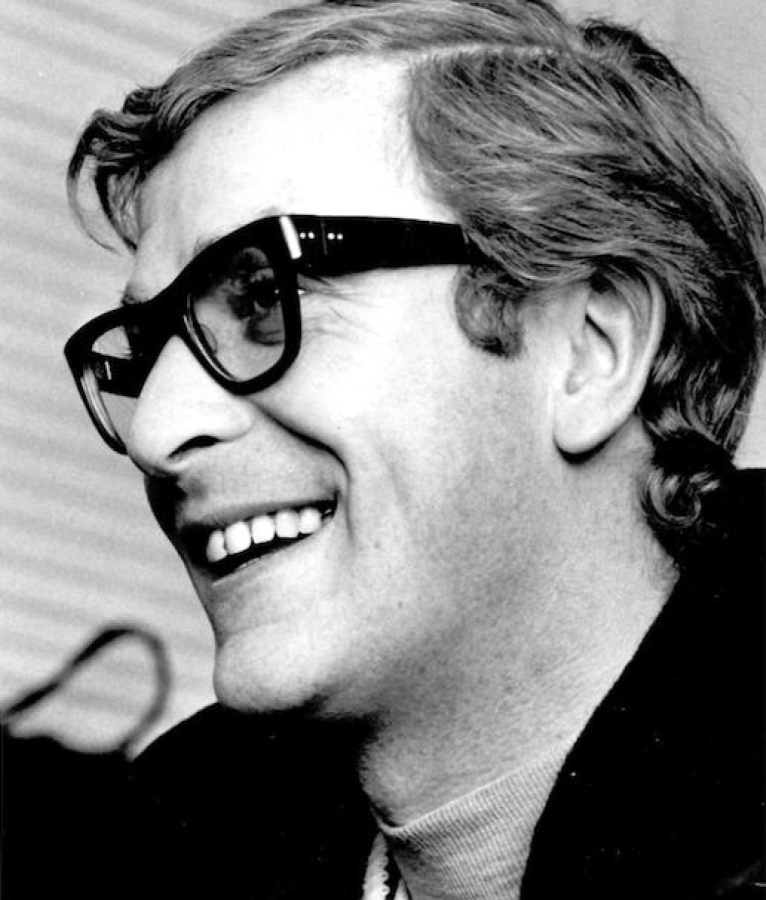
Michael Caine nel 1967

Caine nasce a Rotherhithe, un quartiere residenziale di Southwark (Londra), il 14 marzo 1933, figlio di Maurice Joseph Micklewhite Sr., uno scaricatore portuale inglese di religione cattolica e d'origini per metà irlandesi e per metà pavee, e di Ellen Frances Marie Burchell, una cuoca e domestica inglese di religione protestante. Ha un fratellastro materno, David William Burchell, e un fratello, Stanley Micklewhite, anch'egli attore. Dopo un'infanzia difficile, a diciotto anni lascia la scuola e per qualche tempo intraprende la carriera militare come fuciliere nei Royal Fusiliers durante la Guerra di Corea dal 1952 al 1954. Deciso a diventare attore, frequenta una scuola di recitazione e fa una breve gavetta in teatro.
Debutta nel cinema alla fine degli anni cinquanta in ruoli spesso non accreditati e ottiene il suo primo successo accanto a Stanley Baker e Ulla Jacobsson in Zulu (1964) di Cy Endfield, nel quale interpreta il tenente Gonville Bromhead. Seguirà Ipcress (1965) di Sidney J. Furie, nel ruolo della spia Harry Palmer, il laconico agente segreto protagonista di una breve saga spionistica che conquista grande notorietà, pur con caratteristiche molto lontane dal personaggio del suo coevo James Bond. Caine riprende subito il ruolo di Harry Palmer nei film Funerale a Berlino (1966) di Guy Hamilton e Il cervello da un miliardo di dollari (1967) di Ken Russell, e molti anni dopo nel televisivo All'inseguimento della morte rossa (1995) di George Mihalka e in Intrigo a San Pietroburgo (1996) di Douglas Jackson. Con i film Alfie (1966) di Lewis Gilbert, Gambit - Grande furto al Semiramis (1966) di Ronald Neame e Sette volte donna (1967) di Vittorio De Sica, questi ultimi al fianco di Shirley MacLaine, dimostra una grande attitudine per la commedia, mentre riconferma il suo talento drammatico in pellicole come E venne la notte (1967) di Otto Preminger, I lunghi giorni delle aquile (1969) di Guy Hamilton, Non è più tempo d'eroi (1970) di Robert Aldrich e L'ultima valle (1970) di James Clavell.

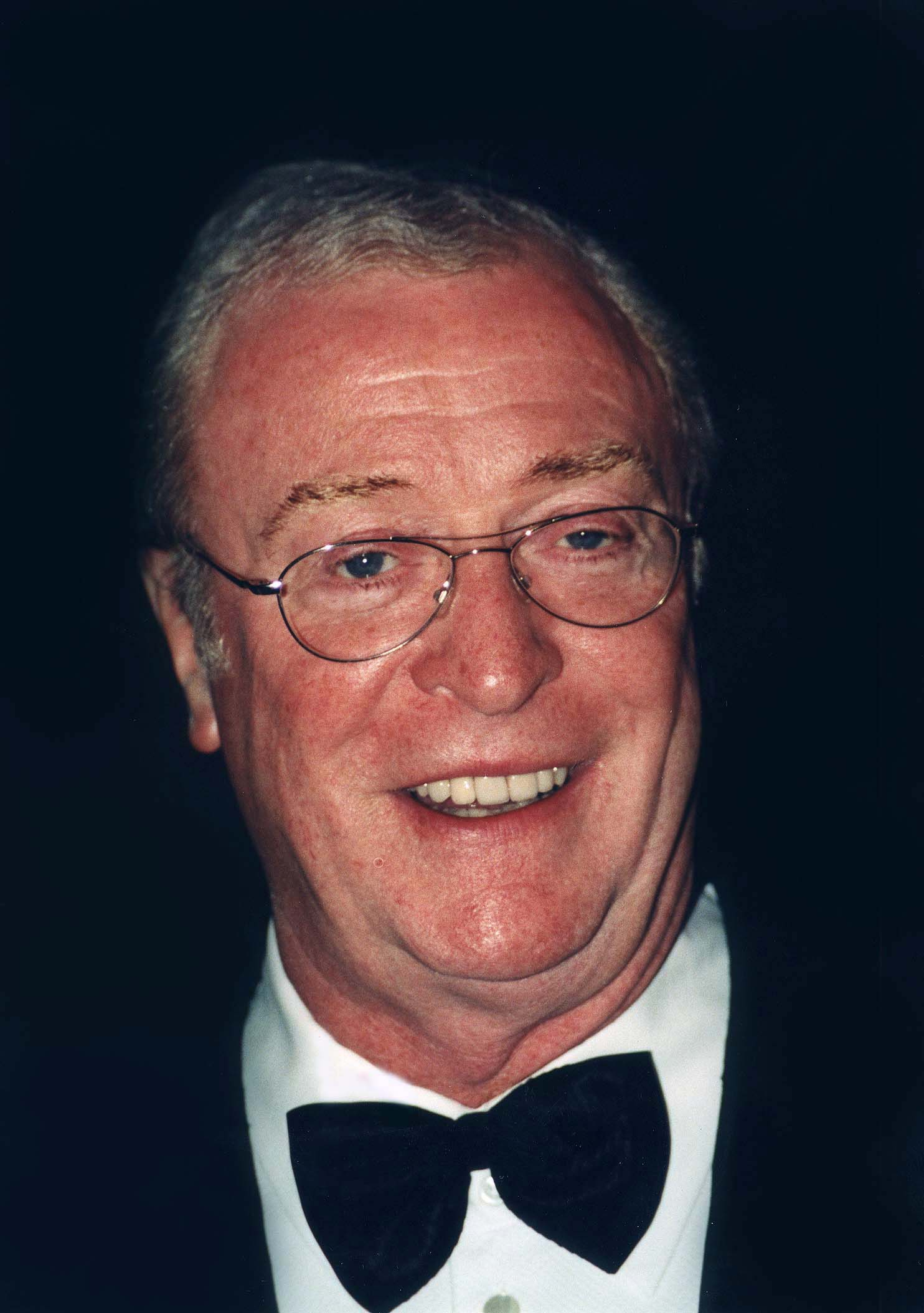
Michael Caine nel 2002

Durante il decennio appare in film importanti e in genere di successo, come Carter (1971) di Mike Hodges, X Y e Zi (1972) di Brian G. Hutton, accanto a Elizabeth Taylor e Susannah York, Gli insospettabili (1972) di Joseph L. Mankiewicz, in cui recita al fianco di Laurence Olivier, Il seme dell'odio (1975) di Ralph Nelson, L'uomo che volle farsi re (1975) di John Huston, Una romantica donna inglese (1975) di Joseph Losey, La notte dell'aquila (1976) di John Sturges, Quell'ultimo ponte (1977) di Richard Attenborough, fino a California Suite (1978) di Herbert Ross, in coppia con Maggie Smith, Swarm (1978) di Irwin Allen e Vestito per uccidere (1980) di Brian De Palma, con coprotagonista Angie Dickinson.
Per tutti gli anni ottanta e novanta alterna ruoli di livello in film di prestigio - come quello del pigmalione di una parrucchiera in Rita, Rita, Rita (1983) di Lewis Gilbert o del commediografo in crisi in Trappola mortale (1982) di Sidney Lumet - ad altri più convenzionali, come l'Ebenezer Scrooge di Festa in casa Muppet (1992) di Brian Henson. Si aggiudica due premi Oscar, il primo per il ruolo dell'adultero marito di una delle protagoniste (Mia Farrow) in Hannah e le sue sorelle (1986) di Woody Allen, e il secondo per quello del medico abortista in Le regole della casa del sidro (1999) di Lasse Hallström. Ottiene inoltre numerose altre candidature agli Oscar, l'ultima delle quali per la sua partecipazione al film The Quiet American (2002) di Phillip Noyce, tratto dal romanzo di Graham Greene. Tra gli altri film di successo ai quali lavora sono da ricordare Batman Begins (2005) e The Prestige (2006), entrambi di Christopher Nolan, e The Weather Man - L'uomo delle previsioni (2005) di Gore Verbinski.
Nel 2007 recita al fianco di Jude Law in Sleuth - Gli insospettabili di Kenneth Branagh, remake de Gli insospettabili del 1972, dove interpreta la parte che fu di Olivier nell'originale. Nel 2008 ritorna nel sequel di Batman Begins, Il cavaliere oscuro, e ancora con Nolan partecipa a Inception (2010) di Christopher Nolan. Nell'ottobre 2010 pubblica la sua autobiografia, The Elephant to Hollywood. Nel 2012 recita al fianco di Dwayne Johnson in Viaggio nell'isola misteriosa di Brad Peyton e torna a interpretare il maggiordomo Alfred nel terzo capitolo della saga di Batman diretta da Nolan, Il cavaliere oscuro - Il ritorno. Nel 2015 è protagonista del film Youth - La giovinezza, diretto da Paolo Sorrentino, presentato in concorso al Festival di Cannes. Nel luglio 2016 decide di cambiare ufficialmente il suo nome in Michael Caine per semplificare le procedure di sicurezza agli aeroporti.
Il 13 ottobre 2023, dopo aver girato Fuga in Normandia al fianco di Glenda Jackson, nel quale impersonava il veterano Bernie Jordan, durante il programma della BBC Radio 4's Today, annuncia il suo ritiro definitivo dalle scene.

## Vita privata
Nel 1955 sposa Patricia Haines, da cui divorzia tre anni dopo; i due hanno avuto una figlia, Dominique. Negli anni settanta si risposa con Shakira Baksh, da cui ha una figlia, Natasha.

## Filmografia

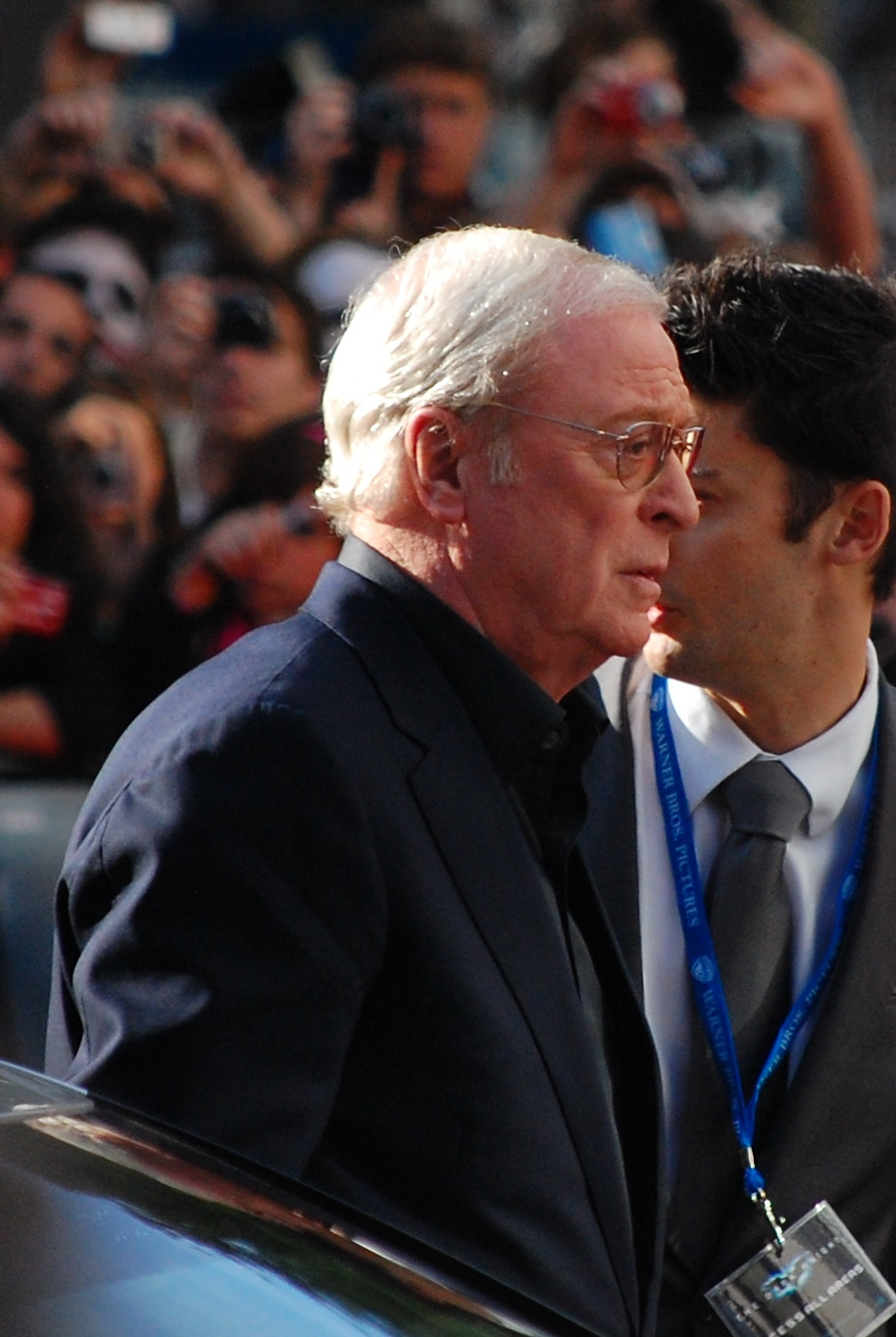
Michael Caine alla prima de Il cavaliere oscuro (2008)

### Attore

#### Cinema
- Morning Departure, regia di Roy Ward Baker (1950) - non accreditato
- Sailor Beware!, regia di Gordon Parry (1956) - non accreditato
- Gli uomini condannano (Yield to the Night), regia di J. Lee Thompson (1956) - non accreditato
- I fucilieri dei mari della Cina (A Hill in Korea), regia di Julian Ames (1956)
- Come uccidere uno zio ricco (How to Murder a Rich Uncle), regia di Nigel Patrick (1957)
- Destinazione Tunisi (The Steel Bayonet), regia di Michael Carreras (1957) - non accreditato
- La chiave (The Key), regia di Carol Reed (1958) - non accreditato
- A Woman of Mystery, regia di Ernest Morris (1958) - non accreditato
- Scuola di spie (Carve Her Name with Pride), regia di Lewis Gilbert (1958) - non accreditato
- Blind Spot, regia di Peter Maxwell (1958)
- I due volti del Generale Ombra (The Two-Headed Spy), regia di André De Toth (1958)
- Passaporto per l'inferno (Passport to Shame), regia di Alvin Rakoff (1958) - non accreditato
- Danger Within, regia di Don Chaffey (1959) - non accreditato
- Foxhole in Cairo, regia di John Llewellyn Moxey (1960)
- Marinai, donne e Hawaii (The Bulldog Breed), regia di Robert Asher (1960) - non accreditato
- ...e la Terra prese fuoco (The Day the Earth Caught Fire), regia di Val Guest (1961) - non accreditato
- Solo for Sparrow, regia di Gordon Flemyng (1962)
- Il braccio sbagliato della legge (The Wrong Arm of the Law), regia di Cliff Owen (1963) - non accreditato
- Zulu, regia di Cy Endfield (1964)
- Ipcress (The Ipcress File), regia di Sidney J. Furie (1965)
- Alfie, regia di Lewis Gilbert (1966)
- Gambit - Grande furto al Semiramis (Gambit), regia di Ronald Neame (1966)
- La cassa sbagliata (The Wrong Box), regia di Bryan Forbes (1966)
- Funerale a Berlino (Funeral in Berlin), regia di Guy Hamilton (1966)
- E venne la notte (Hurry Sundown), regia di Otto Preminger (1967)
- Sette volte donna (Woman Times Seven), regia di Vittorio De Sica (1967)
- Il cervello da un miliardo di dollari (Billion Dollar Brain), regia di Ken Russell (1967)
- Passo falso (Deadfall), regia di Bryan Forbes (1968)
- Gioco perverso (The Magus), regia di Guy Green (1968)
- I lunghi giorni delle aquile (Battle of Britain), regia di Guy Hamilton (1969)
- Un colpo all'italiana (The Italian Job), regia di Peter Collinson (1969)
- I sette senza gloria (Play Dirty), regia di André De Toth (1969)
- Non è più tempo d'eroi (Too Late the Hero), regia di Robert Aldrich (1970)
- L'ultima valle (The Last Valley), regia di James Clavell (1970)
- Carter (Get Carter), regia di Mike Hodges (1971)
- Il ribelle di Scozia (Kidnapped), regia di Delbert Mann (1971)
- X, Y e Zi (Zee and Co.), regia di Brian G. Hutton (1972)
- Colpiscono senza pietà (Pulp), regia di Mike Hodges (1972)
- Gli insospettabili (Sleuth), regia di Joseph L. Mankiewicz (1972)
- Il caso Drabble (The Black Windmill), regia di Don Siegel (1974)
- Contratto marsigliese (The Marseille Contract aka What Are Friends for?), regia di Robert Parrish (1974)
- Una valigia piena di dollari (Peeper), regia di Peter Hyams (1975)
- Il seme dell'odio (The Wilby Conspiracy), regia di Ralph Nelson (1975)
- Una romantica donna inglese (The Romantic Englishwoman), regia di Joseph Losey (1975)
- L'uomo che volle farsi re (The Man Who Would Be King), regia di John Huston (1975)
- Balordi & Co. - Società per losche azioni capitale interamente rubato $ 1.000.000 (Harry and Walter Go to New York), regia di Mark Rydell (1976)
- La notte dell'aquila (The Eagle Has Landed), regia di John Sturges (1976)
- Quell'ultimo ponte (A Bridge Too Far), regia di Richard Attenborough (1977)
- Uomini d'argento (Silver Bears), regia di Ivan Passer (1978)
- Swarm (The Swarm), regia di Irwin Allen (1978)
- California Suite, regia di Herbert Ross (1978)
- Ashanti, regia di Richard Fleischer (1979)
- L'inferno sommerso (Beyond the Poseidon Adventure), regia di Irwin Allen (1979)
- Vestito per uccidere (Dressed to Kill), regia di Brian De Palma (1980)
- L'isola (The Island), regia di Michael Ritchie (1980)
- La mano (The Hand), regia di Oliver Stone (1981)
- Fuga per la vittoria (Escape to Victory), regia di John Huston (1981)
- Trappola mortale (Deathtrap), regia di Sidney Lumet (1982)
- Rita, Rita, Rita (Educating Rita), regia di Lewis Gilbert (1983)
- Il console onorario (The Honorary Consul), regia di John Mackenzie (1983)
- Quel giorno a Rio (Blame it on Rio), regia di Stanley Donen (1984)
- Triplo gioco (The Jigsaw Man), regia di Terence Young (1984)
- Acqua in bocca (Water), regia di Dick Clement (1985)
- Il ritorno delle aquile (The Holcroft Covenant), regia di John Frankenheimer (1985)
- Hannah e le sue sorelle (Hannah and Her Sisters), regia di Woody Allen (1986)
- Mona Lisa, regia di Neil Jordan (1986)
- Mistery (Half Moon Street), regia di Bob Swaim (1986)
- Sweet Liberty - La dolce indipendenza (Sweet Liberty), regia di Alan Alda (1986)
- Lo squalo 4 - La vendetta (Jaws: The Revenge), regia di Joseph Sargent (1987)
- Quarto protocollo (The Fourth Protocol), regia di John Mackenzie (1987)
- Mi arrendo... e i soldi? (Surrender), regia di Jerry Belson (1987)
- Due figli di... (Dirty Rotten Scoundrels), regia di Frank Oz (1988)
- Senza indizio (Without a Clue), regia di Thom Eberhardt (1988)
- Investigazione letale (The Whistle Blower), regia di Simon Langton (1988)
- Doppia coppia all'otto di picche (Bullseye!), regia di Michael Winner (1990)
- Mr. Destiny, regia di James Orr (1990)
- Come fare carriera... molto disonestamente (A Shock to the System), regia di Jan Egleson (1990)
- Rumori fuori scena (Noises Off...), regia di Peter Bogdanovich (1992)
- Ghiaccio blu (Blue Ice), regia di Russell Mulcahy (1992)
- Festa in casa Muppet (The Muppet Christmas Carol), regia di Brian Henson (1992)
- Sfida tra i ghiacci (On Deadly Ground), regia di Steven Seagal (1994)
- Then There Were Giants, regia di Joseph Sargent (1994)
- Blood & Wine (Blood and Wine), regia di Bob Rafelson (1996)
- Intrigo a San Pietroburgo (Midnight in Saint Petersburg), regia di Douglas Jackson (1996)
- Zona d'ombra (Shadow Run), regia di Geoffrey Reeve (1998)
- Little Voice - È nata una stella (Little Voice), regia di Mark Herman (1998)
- Amori e ripicche (Curtain Call), regia di Peter Yates (1998)
- Le regole della casa del sidro (The Cider House Rules), regia di Lasse Hallström (1999)
- The Debtors, regia di Evi Quaid (1999)
- Quills - La penna dello scandalo (Quills), regia di Philip Kaufman (2000)
- Miss Detective (Miss Congeniality), regia di Donald Petrie (2000)
- La vendetta di Carter (Get Carter), regia di Stephen Kay (2000)
- Shiner, regia di John Irvin (2000)
- L'ultimo bicchiere (Last Orders), regia di Fred Schepisi (2001)
- The Quiet American, regia di Phillip Noyce (2002)
- Austin Powers in Goldmember, regia di Jay Roach (2002)
- Quicksand - Accusato di omicidio, regia di John Mackenzie (2003)
- Actors (The Actors), regia di Conor McPherson (2003)
- Secondhand Lions, regia di Tim McCanlies (2003)
- The Statement - La sentenza (The Statement), regia di Norman Jewison (2003)
- Dietro l'angolo (Around the Bend), regia di Jordan Roberts (2004)
- Batman Begins, regia di Christopher Nolan (2005)
- The Weather Man - L'uomo delle previsioni (The Weather Man), regia di Gore Verbinski (2005)
- Vita da strega (Bewitched), regia di Nora Ephron (2005)
- I figli degli uomini (Children of Men), regia di Alfonso Cuarón (2006)
- The Prestige, regia di Christopher Nolan (2006)
- Un colpo perfetto (Flawless), regia di Michael Radford (2007)
- Sleuth - Gli insospettabili (Sleuth), regia di Kenneth Branagh (2007)
- Il cavaliere oscuro (The Dark Knight), regia di Christopher Nolan (2008)
- Is Anybody There?, regia di John Crowley (2008)
- Harry Brown, regia di Daniel Barber (2009)
- Inception, regia di Christopher Nolan (2010)
- Viaggio nell'isola misteriosa (Journey 2: The Mysterious Island), regia di Brad Peyton (2012)
- Il cavaliere oscuro - Il ritorno (The Dark Knight Rises), regia di Christopher Nolan (2012)
- Now You See Me - I maghi del crimine (Now You See Me), regia di Louis Leterrier (2013)
- Mister Morgan (Mr. Morgan's Last Love), regia di Sandra Nettelbeck (2013)
- Interstellar, regia di Christopher Nolan (2014)
- Kingsman: Secret Service (Kingsman: The Secret Service), regia di Matthew Vaughn (2014)
- Stonehearst Asylum, regia di Brad Anderson (2014)
- Youth - La giovinezza (Youth), regia di Paolo Sorrentino (2015)
- The Last Witch Hunter - L'ultimo cacciatore di streghe (The Last Witch Hunter), regia di Breck Eisner (2015)
- Now You See Me 2, regia di Jon M. Chu (2016)
- Insospettabili sospetti (Going in Style), regia di Zach Braff (2017)
- My Generation, regia di David Batty (2017)
- Caro dittatore (Dear Dictator), regia di Lisa Addario e Joe Syracuse (2018)
- King of Thieves, regia di James Marsh (2018)
- Alice e Peter (Come Away), regia di Brenda Chapman (2020)
- Tenet, regia di Christopher Nolan (2020)
- L'ultimo libro (Best Sellers), regia di Lina Roessler (2021)
- Twist, regia di Martin Owen (2021)
- Medieval, regia di Petr Jákl (2022)
- Fuga in Normandia (The Great Escaper), regia di Oliver Parker (2023)

#### Televisione
- Lancillotto (The Adventures of Sir Lancelot) – serie TV, 1 episodio (1956)
- The Crime of the Century – serie TV, 1 episodio (1956)
- Blood Money, regia di Ralph Nelson – film TV (1957)
- Mister Charlesworth – serie TV, 1 episodio (1957)
- Escape – serie TV, 1 episodio (1957)
- Navy Log – serie TV, episodio 3x27 (1958)
- The Vise – serie TV, 1 episodio (1958)
- BBC Sunday-Night Theatre – serie TV, 4 episodi (1956-1958)
- Television Playwright – serie TV, 1 episodio (1959)
- Dixon of Dock Green – serie TV, 3 episodi (1957-1959)
- Guglielmo Tell (The Adventures of William Tell) – serie TV, 2 episodi (1958-1959)
- Knight Errant Limited – serie TV, 1 episodio (1960)
- Deadline Midnight – serie TV, 1 episodio (1960)
- No Wreath for the General – serie TV, 1 episodio (1960)
- The Compartment, regia di John McGrath – film TV (1961)
- Walk a Crooked Mile – miniserie TV (1961)
- Armchair Theatre – serie TV, 1 episodio (1961)
- The Younger Generation – serie TV, 1 episodio (1961)
- Operation Fantail, regia di Gerald Wiltshire – film TV (1961)
- BBC Sunday-Night Play – serie TV, 1 episodio (1962)
- Drama 61-67 – serie TV, 1 episodio (1962)
- I gialli di Edgar Wallace (The Edgar Wallace Mystery Theatre) – serie TV, 1 episodio (1962)
- The Arthur Haynes Show – serie TV, 1 episodio (1962)
- First Night – serie TV, 2 episodi (1963)
- Hamlet at Elsinore, regia di Philip Saville – film TV (1964)
- ITV Play of the Week – serie TV, 3 episodi (1961-1964)
- ITV Saturday Night Theatre – serie TV, 1 episodio (1969)
- Male of the Species, regia di Charles Jarrott – film TV (1969)
- La vera storia di Jack lo squartatore (Jack the Ripper), regia di David Wickes – miniserie TV (1988)
- Jekyll & Hyde, regia di David Wickes – film TV (1990)
- World War II: When Lions Roared, regia di Joseph Sargent – film TV (1994)
- All'inseguimento della morte rossa (Bullet to Beijing), regia di George Mihalka – film TV (1995)
- Ventimila leghe sotto i mari (20,000 Leagues Under the Sea), regia di Rod Hardy – miniserie TV (1996)
- Mandela e De Klerk (Mandela and de Klerk), regia di Joseph Sargent – film TV (1997)
- Freedom: A History of Us – serie TV, 6 episodi (2003)

### Doppiatore
- Maradona l'eroe (Hero: The Official Film of the 1986 FIFA World Cup), regia di Tony Maylam – documentario (1986)
- Batman Begins - videogioco (2005)
- Gnomeo e Giulietta (Gnomeo and Juliet), regia di Kelly Asbury (2011)
- Cars 2, regia di John Lasseter e Brad Lewis (2011)
- Dunkirk, regia di Christopher Nolan (2017) - cameo
- Sherlock Gnomes, regia di John Stevenson (2018)
- 4 ragazzi e la magica creatura (Four Kids and It), regia di Andy De Emmony (2020)

### Produttore
- Carter (Get Carter), regia di Mike Hodges (1971)
- Colpiscono senza pietà (Pulp), regia di Mike Hodges (1972)
- Quarto protocollo (The Fourth Protocol), regia di John Mackenzie (1987)
- Ghiaccio blu (Blue Ice), regia di Russell Mulcahy (1992)
- Forever After, regia di Janelle McLean (2001)
- Il sosia - The Double (The Double), regia di Richard Ayoade (2013)

## Riconoscimenti
- Premio Oscar
  - 1967 – Candidatura per il miglior attore protagonista per Alfie
  - 1973 – Candidatura per il miglior attore protagonista per Gli insospettabili
  - 1984 – Candidatura per il miglior attore protagonista per Rita, Rita, Rita
  - 1987 – Miglior attore non protagonista per Hannah e le sue sorelle
  - 2000 – Miglior attore non protagonista per Le regole della casa del sidro
  - 2003 – Candidatura per il miglior attore protagonista per The Quiet American
- Golden Globe
  - 1967 – Candidatura per il miglior attore in un film drammatico per Alfie
  - 1967 – Candidatura per il miglior attore in un film commedia o musicale per Gambit - Grande furto al Semiramis
  - 1973 – Candidatura per il miglior attore in un film drammatico per Gli insospettabili
  - 1984 – Miglior attore in un film commedia o musicale per Rita, Rita, Rita
  - 1987 – Candidatura per il miglior attore non protagonista per Hannah e le sue sorelle
  - 1989 – Candidatura per il miglior attore in un film commedia o musicale per Due figli di...
  - 1989 – Miglior attore in una mini-serie o film per la televisione per La vera storia di Jack lo squartatore
  - 1991 – Candidatura per il miglior attore in una mini-serie o film per la televisione per Jekyll & Hyde
  - 1998 – Candidatura per il miglior attore non protagonista in una serie per Mandela e De Klerk
  - 1999 – Miglior attore in un film commedia o musicale per Little Voice - È nata una stella
  - 2000 – Candidatura per il miglior attore non protagonista per Le regole della casa del sidro
  - 2003 – Candidatura per il miglior attore in un film drammatico per The Quiet American
- European Film Awards
  - 2001 – Candidatura per il miglior attore per L'ultimo bicchiere
  - 2015 – Miglior attore per Youth - La giovinezza
  - 2015 – Premio alla carriera
- David di Donatello
  - 1984 – Candidatura per il migliore attore straniero per Il console onorario
  - 1987 – Candidatura per il migliore attore straniero per Hannah e le sue sorelle

## Doppiatori italiani
Nelle versioni in italiano delle opere in cui ha recitato, Michael Caine è stato doppiato da:
- Dario Penne in Jekyll & Hyde, Ghiaccio blu, Sfida tra i ghiacci, Little Voice - È nata una stella, Le regole della casa del sidro (entrambi i doppiaggi), Austin Powers in Goldmember, Quicksand - Accusato di omicidio, The Statement - La sentenza, Batman Begins, The Weather Man - L'uomo delle previsioni, I figli degli uomini, Un colpo perfetto, Il cavaliere oscuro, Harry Brown, Inception, Il cavaliere oscuro - Il ritorno, Mister Morgan, Interstellar, Kingsman: Secret Service, Youth - La giovinezza, The Last Witch Hunter - L'ultimo cacciatore di streghe, Insospettabili sospetti, My Generation, Caro dittatore, Alice e Peter, Tenet, L'ultimo libro, Medieval
- Sergio Graziani in Zulu[18], I sette senza gloria, L'ultima valle, X Y e Zi, Colpiscono senza pietà, Contratto marsigliese, Il seme dell'odio, Rita, Rita, Rita, Il ritorno delle aquile, Mistery, Lo squalo 4 - La vendetta, Due figli di..., Dietro l'angolo, Vita da strega
- Michele Kalamera in Gioco perverso, Acqua in bocca, Quarto protocollo, Come far carriera... molto disonestamente, All'inseguimento della morte rossa, Intrigo a San Pietroburgo, L'ultimo bicchiere, The Prestige
- Gino La Monica ne I lunghi giorni delle aquile, Non è più tempo d'eroi, Balordi & Co. - Società per losche azioni capitale interamente rubato $ 1.000.000, Now You See Me - I maghi del crimine, Stonehearst Asylum, Now You See Me 2, Twist
- Pino Colizzi ne Gli insospettabili, Quell'ultimo ponte, Swarm, Ashanti, Il console onorario, Senza indizio
- Oreste Rizzini in L'isola, Hannah e le sue sorelle, Mi arrendo... e i soldi?, Shiner, Sleuth - Gli insospettabili
- Cesare Barbetti ne I due volti del Generale Ombra, Fuga per la vittoria, Sweet Liberty - La dolce indipendenza, La vera storia di Jack lo squartatore
- Nando Gazzolo in Gambit - Grande furto al Semiramis, Quills - La penna dello scandalo, Miss Detective, La vendetta di Carter
- Giuseppe Rinaldi in Alfie, Funerale a Berlino, E venne la notte, Il cervello da un miliardo di dollari
- Adalberto Maria Merli in Carter, Il caso Drabble, La mano, The Quiet American
- Carlo Marini in L'inferno sommerso, Vestito per uccidere, Quel giorno a Rio
- Luciano Melani in L'uomo che volle farsi re, Blood and Wine, Amori e ripicche
- Pino Locchi in Un colpo all'italiana, La notte dell'aquila
- Stefano Carraro in Uomini d'argento, Mr. Destiny
- Pietro Biondi in California Suite, Investigazione letale
- Franco Zucca in Rumori fuori scena, Viaggio nell'isola misteriosa
- Renato Cortesi in Doppia coppia all'otto di picche, King of Thieves
- Ennio Coltorti in Festa in casa Muppet, Zona d'ombra
- Renzo Palmer in Ipcress
- Arturo Dominici in ...e la Terra prese fuoco
- Massimo Turci ne La cassa sbagliata
- Ugo Pagliai ne Il ribelle di Scozia
- Sandro Iovino in Trappola mortale
- Massimo Foschi in Mona Lisa
- Fabrizio Temperini in Mandela e De Klerk
- Sergio Di Stefano in Actors
- Michele Gammino in Fuga in Normandia

Da doppiatore è sostituito da
- Elio Zamuto in Gnomeo e Giulietta, Sherlock Gnomes
- Dario Penne in Batman Begins (videogioco), Cars 2
- Massimo De Ambrosis in Dunkirk
- Mario Cordova in 4 ragazzi e la magica creatura